# 奥特贝格
奥特贝格（德語：Otterberg，發音：[ˈɔtɐˌbɛʁk] ⓘ）是德国莱茵兰-普法尔茨州凯撒斯劳滕县的城市，面积32.11平方千米，2023年12月31日人口为5,438人。

## 友好城市
- 法國 格尼翁